# Langisjór
Langisjór är en sjö på Island. Sjön har en yta på 27 km2 och är som mest 75 meter djup. Den är 20 km lång och som mest 2 km bred. Sjön har många öar.